# Apamea nux
Apamea nux är en fjärilsart som beskrevs av Freyer 1841. Apamea nux ingår i släktet Apamea och familjen nattflyn. Inga underarter finns listade i Catalogue of Life.